# Комплети за игру из Наиса
Комплети за игру из Наиса које су чинили жетони и коцкице, су артефакти из античке археолошке збирке Народног музеја у Нишу, откривени у гробном месту на Градском пољу у једном од четврти садашњег Ниша. Ове комплете су грађани античког Наиса, у форумима и термама, користили за забаву.

## Историја
Грчки историчар Херодот (5. век пре н.е.) тврди да су друштвене игре настале у Лидији, у Малој Азији. Порекло и време њиховог настанка је, по свему судећи, немогуће утврдити. Оно што се зна о друштвеним играм, јесте да се Римљани нису много разликовали од људи данашњице. Обожавали су их и њима испуњавали слободно време.
Комплете за игру, које су у античком периоду чинили жетони, коцке за игру и табла, били су познате и популарне прво у Грчкој, одакле се њихова употреба раширила на Апенинско полуострво, а потом и на цело Римско царство.
У своје слободно време, поданици Римског царства су се забављали друштвеним играма и тај тренутак није зависио од дневнополитичких догађаја, верских веровања или професије. У Римском царству најзаступљеније су биле игре са жетонима и коцкама, које су највише биле раширене међу војницима, преко којих су их упознала и варварска племена, са којима су долазили у контакт.
Коцка првобитно није играла никакву улогу у играма, већ у прорицању судбине. Коцкање у Руму је било  забрањено због своје опасне природе, али и због профанизације верских обреда. У време Републике, коцка је била дозвољена само за време празника.
Откривени комплети за игру, осим табле, из Наиса, пронађени су у некрополи на Градском пољу. На територију овог града највероватније су доспели кроз бројне економске и војне контакте са римским трговцима и војницима. Како у гробници у Наису није пронађена табла, претпоставља да је била израђена од дрвета које је након више векова иструлела.

Налази слични овом из гробнице у Градском пољу код Ниша, били су чести у гробовима чији су покојници били различитог пола и узраста. 
Постојање оваквог гробног инвентара можда се може објаснити чињеницом да је на живот покојника утицала виша сила која баца коцку и од чијег исхода је зависио и животни пут покојника. Такође, животни пут људи прорицао се и помоћу бачених коцки, кроз које је приказивана божја воља. 

## Врсте игара
У Римском царству могле су се играти две игре: ludus latrunculorum и  duodecim scripta.
За обе игре, у које су учествовла два играча, била је неопходна двострана табла и жетони. На основу неколико сачуваних табли реконтруисан је изглед табле (tabula lusoria), која је са једне стране била издељене вертикалним и хоризонталним линијама (као шаховске табле), и та страна је била намењена за игру ludus latrunculorum. На другој страни табла је обележена са три хоризонталне линије и на тој страни играла се игра duodecim scripta.
Ludus latrunculorum
У игри ludus latrunculorum циљ играча је био да се жетонима опколе противникови жетони како би се поражени играч избацио из игре. Победник игре (који се називао  „имперапором” (Imperatorоm))  био је онај играч који би из игре елиминисао све противникове жетоне.
Duodecim scripta
У игри duodecim scripta учесници су наизменично бацали по две коцке, а потом се жетонима линеарно кретали по једној вертикалној линији на табли. За попбедника је проглашаван онај играч који би први стигао на почетни положај противничке стране. Са налазом комплета за гру на Градском пољу, ако је постојала и табла, могла се играти игра duodecim scripta.